# 生物群系

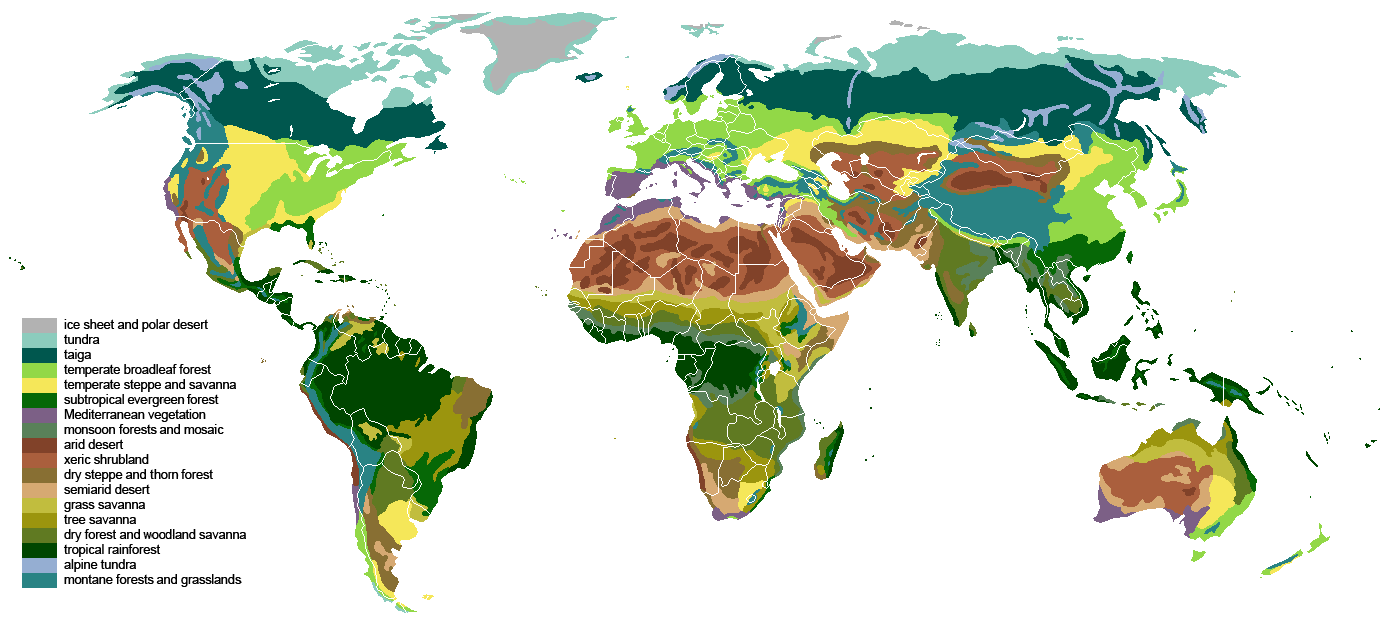
不同的生物群系

生物群系又稱生物群区、生物区系（biota，flora），是一组以气候及地理划分的共生生物群落（包括植物群落、动物群落、土壤生物群落等），也是一生物地理学单位；其反映了生态学上特定的气候、植被、土壤等生态条件。
生物群系通常以以占优势的植被类型和气候类型为特征，如热带雨林、沙漠等生态域；同一生态群系在不同地区物种成分有所不同。而生物群系根据气候、植被的纬向分布特性所划分的带状气候区，稱為植被氣候帶。
生物群系是比生态系统更大尺度的生態環境分类方式，对应的实例是生态大区（bioregion），不应与比生态系统（对应生态区）尺度更小的群落生境混同（粗略对应生态功能区）。
地球上許多地方具有類似的非生物因子（如水、土壤等）與生物因子，換句話說就是具有類似的生態系，因而可予以歸類，類似的生態系即被稱為生物群系。N. A. Campbell (1996)便定義為「根據優勢的植被，並以此環境中生物的適應為特徵，來分類的世界主要群聚」。
生物群系的划分可依照以下几种因素：包括植物构成（例如树木、灌木和草）、叶型（例如阔叶和针叶）、植物间距（森林、疏林、稀树草原）和气候。与生物地理分布区不同的是，生物群系的划分并不考虑遗传学、分类学或历史相似性的因素。生物群系通常被视为生态演替和顶极植被（局部生态系统的准平衡状态）的特定模式。生态系统由众多群落生境组成，而生物群系则是大型的栖息地类型。然而，大型的栖息地类型是妥协的结果，有着其自身固有的复杂性。一些棲息地的例子是池塘，樹木，溪流，小溪，岩石下面，和在沙或泥土中的洞穴。
生物群系的基本分類有：
1. 陸地生物群系
2. 水生生物群系（包括淡水生物群系和海洋生物群系）

## 分類系統
世界上有許多的生物群系，然而如何界定生物群系的大小或依照什麼標準來分類生物群系，目前仍有許多的論述與見解，學界中較為知名的有以下幾類：
- Holdridge Scheme
- Whittaker's Biome-type Classification Scheme
- Walter System
- Bailey System
- WWF System

Manuel Carl Molles, Jr.（2005）強調降水與溫度對於生物分布重要限制因子，把世界的植被氣候帶分成
- 熱帶雨林（Tropical Rainforest）
- 熱帶季節乾旱林（Tropical Dry Forest）
- 熱帶疏林（Tropical Savanna）
- 沙漠（Desert）
- 地中海型氣候帶（Mediterranean Woodland and Shrubland）
- 溫帶草原（Temperate Grassland）
- 溫帶森林（Temperate Forest, Old Growth）
- 北方針葉林（Boreal Forest, Taiga）
- 凍原（Tundra）
- 山地（Mountains）

### 生物群系地圖

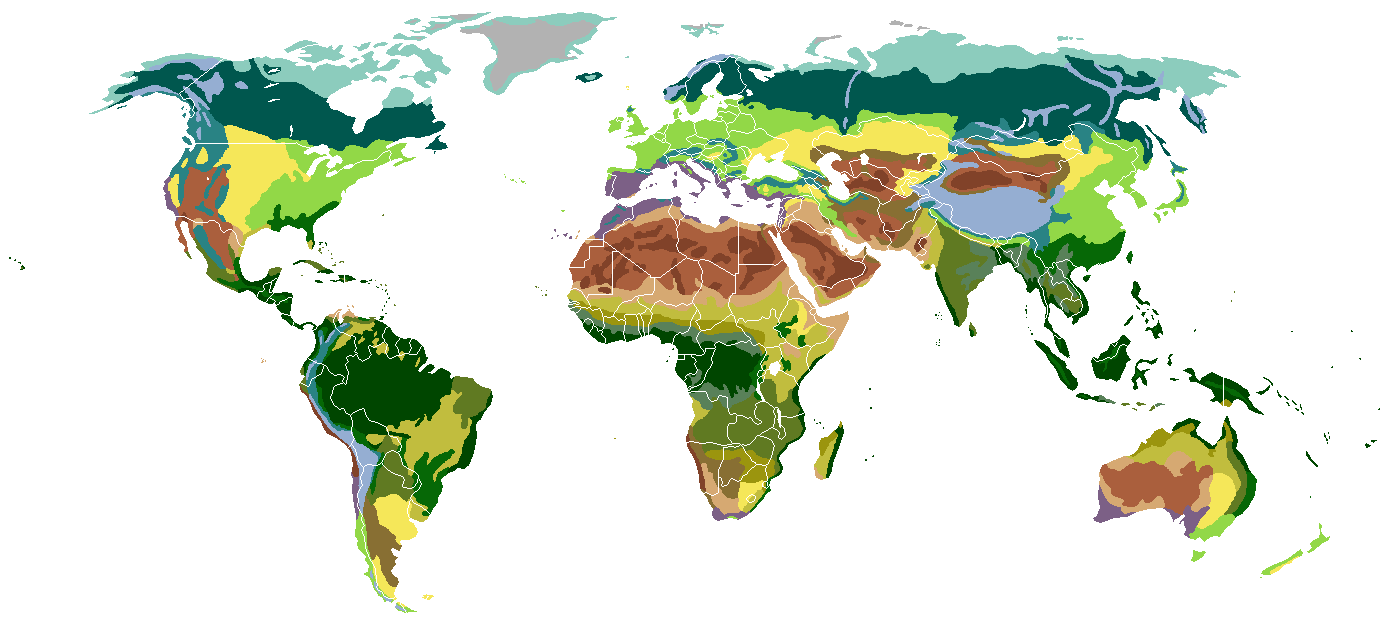

| 冰盖及极地荒漠 凍原 针叶林 温带阔叶林 | 温带草原 亚热带雨林 地中海硬叶林 季風雨林 | 沙漠 近沙漠 干旱草原 半干旱沙漠 | 稀树草原 多树草原 亚热带干燥林 热带雨林 | 高山苔原 山地森林 |

### 引用
1. ↑  . 术语在线. 全国科学技术名词审定委员会. （简体中文）
2. ↑  . 樂詞網. 國家教育研究院 （中文（臺灣））.
3. ↑  . 术语在线. 全国科学技术名词审定委员会. （简体中文）
4. ↑  . 术语在线. 全国科学技术名词审定委员会. （简体中文）
5. ↑  . 术语在线. 全国科学技术名词审定委员会. （简体中文）
6. ↑  Rull, Valentí. . . Academic Press. 2020: 67. ISBN 978-0-12-820473-3.
7. ↑  The World's Biomes （页面存档备份，存于）, Retrieved August 19, 2008, from University of California Museum of Paleontology （页面存档备份，存于）
8. ↑  Campbell, N.A. 1996. Biology, 4th ed. （页面存档备份，存于），此轉錄自《The world's biomes》網頁，此網頁的氣候帶分類與Campbell定義不太一致，將biome分成六種：淡水、海洋、沙漠、森林、草原、苔原。但有些生態學者可能會另有高山、極地、地中海型等biome
9. ↑  The world's biomes （页面存档备份，存于），此網頁的氣候帶分類與Campbell定義不太一致，將biome分成六種：淡水、海洋、沙漠、森林、草原、苔原。